# Heidrun Wiesenmüller
Heidrun Wiesenmüller (* 20. Dezember 1968 in Nürnberg) ist eine deutsche Bibliothekswissenschaftlerin. Sie ist seit 2006 Professorin für Bibliotheks- und Informationsmanagement an der Hochschule der Medien Stuttgart. 

## Leben
Heidrun Wiesenmüller studierte von 1988 bis 1994 Geschichte, Englische Philologie, Buch- und Bibliothekskunde und Mittellatein an der Universität Erlangen und an der University of Newcastle upon Tyne und erlangte den Magistergrad. Von 1994 bis 1998 war sie wissenschaftliche Mitarbeiterin am Institut für englische Philologie und am Institut für Geschichte an der Universität Erlangen. Wiesenmüller absolvierte ihr Bibliotheksreferendariat für den höheren Dienst an wissenschaftlichen Bibliotheken von 1998 bis 2000 an der Landesbibliothek Oldenburg. Sie war von 2000 bis 2006 als Fachreferentin an der Württembergischen Landesbibliothek Stuttgart tätig. In dieser Zeit leitete sie dort außerdem die Arbeitsstelle Landesbibliografie und die Abteilung Karten und Graphik. Zugleich war sie die Leiterin des Arbeitsbereiches Sachkatalog. Seit 2006 ist sie Professorin für Informationswissenschaften an der Hochschule der Medien Stuttgart. Ihre Lehrgebiete sind Formalerschließung, Sacherschließung und Historische Bestände. Wiesenmüller ist im Regionalverband Südwest des Vereins Deutscher Bibliothekare (VDB) aktiv und war dort von 2008 bis 2016 Vorsitzende. Zudem ist sie die geschäftsführende Herausgeberin des offenen Bibliotheksjournals „o-bib“.

## Publikationen (Auswahl)
- Das Konzept der „virtuellen Bibliothek“ im deutschen Bibliothekswesen der 1990er Jahre. Greven, Köln 2000, ISBN 978-3-7743-0580-9.
- Netzpublikationen an Landes- und Regionalbibliotheken. In: Ludger Syré (Hrsg.): Die Regionalbibliographie im digitalen Zeitalter. Deutschland und seine Nachbarländer. Klostermann, Frankfurt am Main 2006, ISBN 978-3-465-03461-2, S. 165–177.
- RDA in der bibliothekarischen Ausbildung. der Umstieg auf das neue Regelwerk aus Sicht von Lehrenden und Unterrichtenden. In: Bibliotheksdienst. Band 47, Nr. 5, 2013, ISSN 0006-1972, S. 334–356
- zusammen mit Silke Horny: Basiswissen RDA. Eine Einführung für deutschsprachige Anwender. 2. überab. und erw. Aufl. De Gruyter Saur, Berlin/Boston 2015, ISBN 978-3-11-053868-7.